# Cordula Borger
 Cordula Borger Pütter(Heppenheim, 12 de novembro de 1960) é ex-voleibolista indoor e jogadora de vôlei de praia alemã,foi medalhista de ouro no Campeonato Europeu de 1995 na França.

## Carreira
O início na prática desportiva deu-se no vôlei de quadra, iniciou aos 16 anos de idade  no TG 1862 Rüsselsheim e o representou até 1978, de 1978 a 1980 jogou pelo 1. VC Wiesbaden, na temporada 1980-81 esteve no VC Heerlen, retornando ao 1. VC Wiesbaden no período de 1981 a 1983, a partir de 1983 atuou pelo Orplid Darmstadt e.V. e permaneceu até 1987.Sua filha Karla Borger se tornou jogadora de vôlei de praia e seu filho Anton Borger voleibolista indoor.
Em 1992 sagrou-se vice-campeã alemã com Tina Klappenbach, repetindo o feito em 1993 e nesta temporada estrearam no circuito mundial, alcançando a nona posição no Aberto do Rio de Janeiro. No ano de 1994 formou dupla com Beate Paetow terminou no décimo sétimo lugar, em sétimo lugar no Aberto de Carolina (Porto Rico) e décimo oitavo lugar no Aberto de Santos.
Com Beate Paetow foram vice-campeãs nacionais em 1995 e conquistaram a medalha de ouro no Campeonato Europeu de Voleibol de Praia de 1995 em Saint-Quay-Portrieuxesteve no circuito mundial 1995 e alcançaram o décimo sétimo posto nos Abertos de  Bali e Santos, o décimo terceiro lugares  de Clearwater, Hermosa Beach e Pusan e Carolina (Porto Rico), os nonos lugares nos Abertos de  Osaka e Espinho, e conquistaram o sétimo lugar no Aberto de Brisbane. Em 1996 esteve ao lado de Andrea Ahmann no cenário internacional no Challenge de Vasto e terminaram na nona posição.
Em competições nacionais esteve com Tina Klappenbach nos anos de 2003 e 2005. 